# N
N, n — четырнадцатая буква базового латинского алфавита, в большинстве языков называется «эн», в итальянском языке "энне".

## История
| D |

| D |

Буква произошла от греческой ню, которая в свою очередь произошла от финикийской буквы нун.
| Название по-русски: Эн. Код НАТО: November (/noʊ.ˈvɛmˌbɝ/, [Новембэр]). Азбука Морзе: −· |                   |                                     |        |
| \| ● \| ● \| \| ○ \| ● \| \| ● \| ○ \| Шрифт Брайля                                      | Семафорная азбука | Флаги международного свода сигналов | Амслен |
| ●                                                                                        | ●                 |                                     |        |
| ○                                                                                        | ●                 |                                     |        |
| ●                                                                                        | ○                 |                                     |        |

## Употребление
- В литературе, например в словниках[1], и в текстах N. N.[2][3].

- В физике — условное обозначение силы нормальной реакции (иногда также употребляется для обозначения мощности).
- В химии — символ элемента азота (лат. Nitrogenium).
- В географии обозначает север (англ. North).
- В математике[4][5] — обозначение множества натуральных чисел ({\displaystyle \mathbb {N} }, от лат. naturalis). Переложения из n букв по n называются Перестановления (alternations или permutations), а число перестановления из n букв равно произведению 1·2·3·4·…·n[6].